# Шопокова, Керимбюбю

Дуйшенкул и Керимбюбю Шопоковы с дочерью, 1940 год

Керимбюбю́ Шопо́кова (кирг. Керимбүбү Шопокова; 1917—2013) — советский работник сельского хозяйства, свекловод, Герой Социалистического Труда (1957).

## Биография
Родилась 6 (19) декабря 1917 года в селе Сокулук Пишпекского уезда Семиреченской области РСФСР (ныне - Сокулукский район Чуйской области Кыргызстана) в семье крестьянина-бедняка.
Ей не исполнилось и одного года, когда умер отец, и в 13 лет девочка осталась круглой сиротой, воспитывалась родным дядей Сарыном.
Встретив Дуйшенкула, она полюбила его, и вскоре молодые стали мужем и женой. Молодая семья вступила во вновь организованный колхоз. В середине 1930-х годов в республике появляются первые тракторы. Одним из первых трактористов в Сокулукском (в те годы Кагановичском) районе становится Дуйшенкул. Керимбюбю работала на колхозном поле, выращивала свёклу. В 1941 году, когда ушёл на фронт её муж, Керимбюбю возглавила звено свекловичниц в колхозе (который впоследствии стал носить его имя — Дуйшенкула Шопокова).
Дуйшенкул Шопоков погиб в 1941 году и первым из киргизов возглавил список героев войны. Его вдова на собрании комсомольцев и молодёжи колхоза первой внесла денежный вклад на строительство тяжёлого танка, названного «Дуйшенкул Шопоков». В 1946 году она получила свою первую государственную награду — Трудового Красного Знамени, через год — орден Ленина.
Указом Президиума Верховного Совета СССР от 15 февраля 1957 года за выдающиеся успехи, достигнутые в деле увеличения производства сахарной свёклы, хлопка и продуктов животноводства, широкое применение достижений науки и передового опыта в возделывании хлопчатника, сахарной свёклы и получение высоких и устойчивых урожаев этих культур Керимбюбю Шопоковой присвоено звание Героя Социалистического Труда с вручением ордена Ленина и золотой звезды «Серп и Молот». Высшие награды были вручены первым руководителем государства Н. С. Хрущёвым в Кремле.
Неоднократно избиралась депутатом Верховного Совета СССР и Верховного Совета Киргизской ССР.
Член КПСС с 1944 года. Она являлась делегатом XXI—XXIII съездов КПСС и III Всесоюзного съезда колхозников.
Умерла 23 декабря 2013 года на 97-м году жизни.

## Награды
- Герой Социалистического Труда (1957).
- Награждена орденами Ленина (1947, 1957) и орденом Трудового Красного Знамени (1946).
- В 1997 году Указом Президента Кыргызской Республики была награждена орденом «Манас» II степени.[4]

## В искусстве
Стала действующим лицом в опере Газизы Жубановой «Москва за нами» («Двадцать восемь)», посвящённой подвигу 28 героев-панфиловцев. Первой исполнительницей её партии была певица Бибигуль Тулегенова.